# Тончи Кукоч
Тончи Кукоч (на хърватски: Tonći Kukoč-Petraello; роден на 25 септември 1990 г. в Сплит, Хърватия) е хърватски футболист, ляв бек, състезател на хърватския Опатия. В периода 2014–2015 г. е играч на ЦСКА (София).

## Кариера
Кукоч израства в школата на Хайдук Сплит, като през 2009 г. подписва 4-годишен професионален договор с клуба. Впоследствие на три пъти е преотстъпван в местни отбори – Истра 1961, НК Мосор и Хърватски Драговоляц.
Успява да се наложи по-сериозно в първия тим на Хайдук през сезон 2011/12, когато записва 20 мача с 2 гола в Първа хърватска лига под ръководството на Красимир Балъков. През следващия сезон обаче отново е твърда резерва и през лятото на 2013 г. напуска в посока италианския Бреша.
През сезон 2013/14 Кукоч записва 24 мача за Бреша в Серия Б. В началото на август 2014 г. напуска италианския клуб заради скандал с треньора и подписва с ЦСКА (София).